# Sean Lennon
Sean Tarō Ono Lennon Tarō Ono (小野 太郎 Ono Tarō?) (Nueva York, 9 de octubre de 1975) es un músico, compositor y actor estadounidense de ascendencia británica y japonesa. Es el único hijo de Yoko Ono y John Lennon, hermano de parte de padre de Julian Lennon, y hermano de parte de madre de Kyoko Chan Cox. Su padrino es Elton John.

## Biografía

### Infancia y educación
Sean Lennon nació en La Pane el 9 de octubre de 1975, en el 35º cumpleaños de su padre. Julian Lennon y Kyoko Chan Cox son sus medio-hermano y medio-hermana respectivamente. Después del nacimiento de Sean, John se convirtió en un amo de casa, cuidando a su joven hijo hasta su asesinato en 1980. Sean fue educado en el exclusivo colegio privado Instituto Le Rosey en Rolle, Suiza, y antes en la escuela privada de Ethical Culture Fieldston y en Dalton School. Más tarde, asistió a la Universidad de Columbia.
Sus padres no le obligaron a la vida de un músico: ocultaron deliberadamente la vida musical de su hijo. Su debut en el mundo de la música fue a la edad de cinco años, recitando una historia en el álbum de su madre, Season of Glass de 1981. Desde la niñez hasta su adolescencia Sean continuó colaborando con su madre, contribuyendo voz y recibir crédito para la producción de sus álbumes en solitario It's Alright (I See Rainbows), StarPeace y Onobox. A los dieciséis años escribió la canción "All I Ever Wanted", con Lenny Kravitz de su álbum de 1991 Mama Said. En 1995, Sean forma la banda de IMA (con Sam Koppelman y Timo Ellis) para tocar junto a su madre en su álbum Rising. 
Sean también hizo apariciones en el cine, como en el filme de 1988 de Michael Jackson, Moonwalker. Por otra parte, retrata a un adolescente que experimenta visiones de los diversos cuadros de MC Escher en 1990 en un cortometraje de promoción de Sony, Infinite Escher.
Después de una colaboración con Lenny Kravitz en 1991, en el álbum Mama Said, sacó su primer álbum, Into the Sun, en 1998. En 1999, sacó una recopilación de remezclas de Into the Sun, en Half Horse, Half Musician. También ha hecho una aparición en 2000, en el álbum Primitive de Soulfly, en la canción Son Song.
Su último álbum, Friendly Fire, salió a la venta el 26 de septiembre de 2006, de donde el 10 de septiembre extrajeron el sencillo Dead Meat.

## Activismo
En febrero de 2005, Lennon fue consultado sobre sus preferencias sexuales pronunciándose a favor del sadomasoquismo de forma recreativa. El 19 de octubre de 2011, se le preguntó a Lennon vía Twitter: "¿cuál es su opinión respecto a la protesta conocida como Occupy Wall Street?", su respuesta fue "Iré ahí esta semana", lo que cumplió. El 22 de octubre de 2011, Sean estuvo en dicha protesta con Rufus Wainwright y Josh Fox. Los tres tocaron música todo el día a los protestantes y otros se unieron. Lennon no se ha pronunciado hasta la fecha de este evento.
Sean también es conocido por estar contra el fracking en Nueva York, sobre este tema fue publicada una editorial en el New York Times llamado "Destroying Precious Land for Gas".

## Discografía

### Solista
- Into the Sun (1998)
- Half Horse, Half Musician (1999)
- Friendly Fire (2006)
- Asterisms (2024)

### Con Cibo Matto
- Super Relax (1997)
- Stereo Type A (1999)

### Con The Ghost of a Saber Tooth Tiger
- Acoustic Sessions (2010)
- La Carotte Bleue (2011)
- Midnight Sun (2014)

### Con The Claypool Lennon Delirium
- Monolith of Phobos (2016)
- South of Reality (2019)

### Bandas sonoras
- Smile for the Camera (2005)
- Friendly Fire (2006)
- The Stranger[5] (2008)
- Rosencrantz and Guildenstern Are Undead (2008)
- Tea Fight (2008)
- Alter Egos (2012)
- Ava's Possessions (2016)

### Productor
- Soulfly - Primitive (2000)
- Valentine - Original Soundtrack (2001)
- Esthero - Wikked Lil' Grrrls (2005)
- Irina Lazareanu - Some Place Along the Way (2007)
- Yōko Ono/Plastic Ono Band - Between My Head and the Sky (2009)

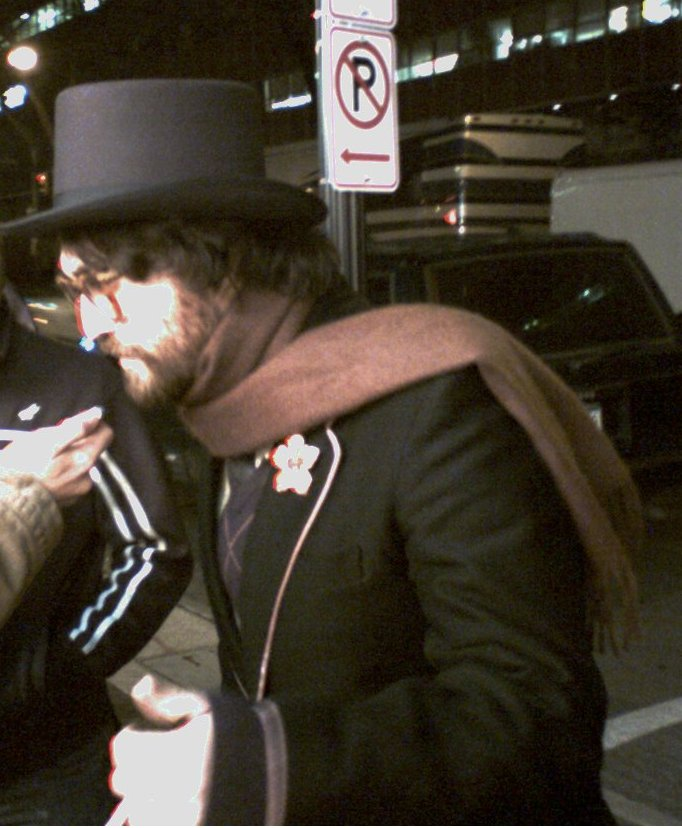
Sean Lennon en el 2006.

### Colaboraciones
- Con Deltron 3030: Deltron 3030, Memory Loss (2000)
- Con Marianne Faithfull: Easy Come, Easy Go, Salvation (originalmente por Black Rebel Motorcycle Club) (2008)
- Con Lana del Rey: Lust for Life album, Tomorrow never came (2017)